# Melanarctia lativitta
Melanarctia lativitta är en fjärilsart som beskrevs av Rothschild 1909. Melanarctia lativitta ingår i släktet Melanarctia och familjen björnspinnare. Inga underarter finns listade i Catalogue of Life.